# Braderup
Braderup (dänisch Brarup; südjütländisch auch Brarp) ist eine Gemeinde im Kreis Nordfriesland in Schleswig-Holstein.

## Geografie

### Geografische Lage
Das Gemeindegebiet von Braderup erstreckt sich im Landschaftsbereich der zur schleswig-holsteinischen Geest gehörenden Haupteinheit Lecker Geest ungefähr acht Kilometer südlich der Grenze zwischen Dänemark und Deutschland. Durch das Gemeindegebiet verläuft der Dreiharder Gotteskoogstrom. Ihm fließt von rechter Hand, aus der Dorflage kommend, der Bach Kleiner Strom zu.

### Gemeindegliederung
Neben dem Dorf gleichen Namens befindet sich ebenfalls das Streusiedlungsgebiet Braderupfeld im Gemeindegebiet.

### Nachbargemeinden
Direkt angrenzende Gemeindegebiete von Braderup sind:
| Humptrup     | Süderlügum                                  |              |
| Uphusum Holm | Kompassrose, die auf Nachbargemeinden zeigt | Lexgaard     |
| Bosbüll      | Klixbüll                                    | Tinningstedt |

## Geschichte
Der Ortsname Braderup ist erstmals im Jahr 1330 dokumentiert (Dipl. Flensb.). Der Name bedeutet etwa Dorf am Abhang, am Rande zu altdän. *bra für einen Abhang und -up für Dorf, Siedlung.
Bis zum Deutsch-Dänischen Krieg 1864 gehörte der Ort zum Herzogtum Schleswig, das ein Lehen des Königreichs Dänemark darstellte. Administrativ gehörte das Kirchdorf zur Karrharde im Tønder Amt.

## Politik

### Gemeindevertretung
Bei der Kommunalwahl am 14. Mai 2023 wurden insgesamt 9 Sitze vergeben. Von diesen erhielt die AWGB 4 Sitze, die ABW 3 Sitze und der SSW und die Grünen jeweils einen Sitz.

### Wappen
Blasonierung: „Von Rot und Blau durch einen silbernen Wellenbalken geteilt. Oben rechts eine sechsblättrige stilisierte Blüte, links eine unten schwebende, links aus dem Schildrand herauswachsende und am Schildhaupt anstoßende silberne Kirche.“

## Kultur und Sehenswürdigkeiten

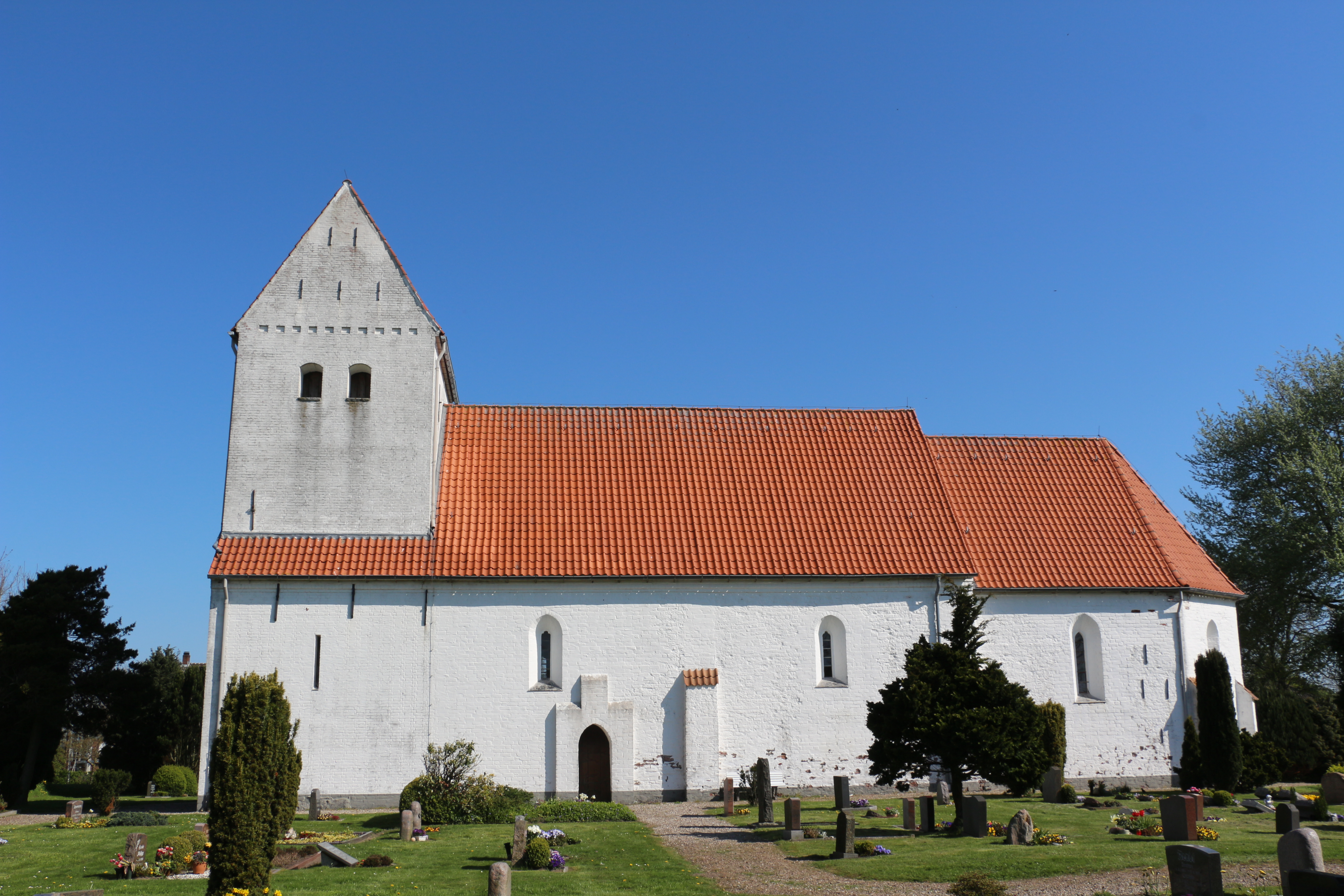
Braderuper Kirche

In der Liste der Kulturdenkmale in Braderup stehen die in der Denkmalliste des Landes Schleswig-Holstein eingetragenen Kulturdenkmale.
Prägend für das Ortsbild ist die um 1240 erbaute frühgotische Backsteinkirche. Der Chor erhielt vermutlich im 15. Jahrhundert ein neues Gewölbe. Der Bau erinnert in seiner Form eher an dänische als an deutsche Kirchen. Er hat klare Formen, die Mauern leuchten strahlend weiß. Die Dächer vom Kirchenschiff und das Querdach des viereckigen Turms sind mit roten Ziegeln gedeckt. Das älteste Ausstattungsstück der Kirche ist ein Taufbecken aus Gotländer Kalkstein. Den Altar und den Schalldeckel der älteren Kanzel schuf im 17. Jahrhundert ein Künstler aus Tondern, der auch für die Gemeinden der Umgebung arbeitete, im barocken Stil. Die Ausmalung aus dem 16. Jahrhundert, eine Darstellung des Jüngsten Gerichts, die Lothar Malskat und Diedrich Fey in den 1950er Jahren renovierten, ist nur noch schlecht zu erkennen.
Im Juni 2007 wurde ein Dorfverschönerungsverein gegründet, der zum Ziel hat, das Erscheinungsbild des Dorfes zu verbessern. Außerdem wurde mit der Erstellung einer Dorfchronik begonnen.

## Wirtschaft und Infrastruktur

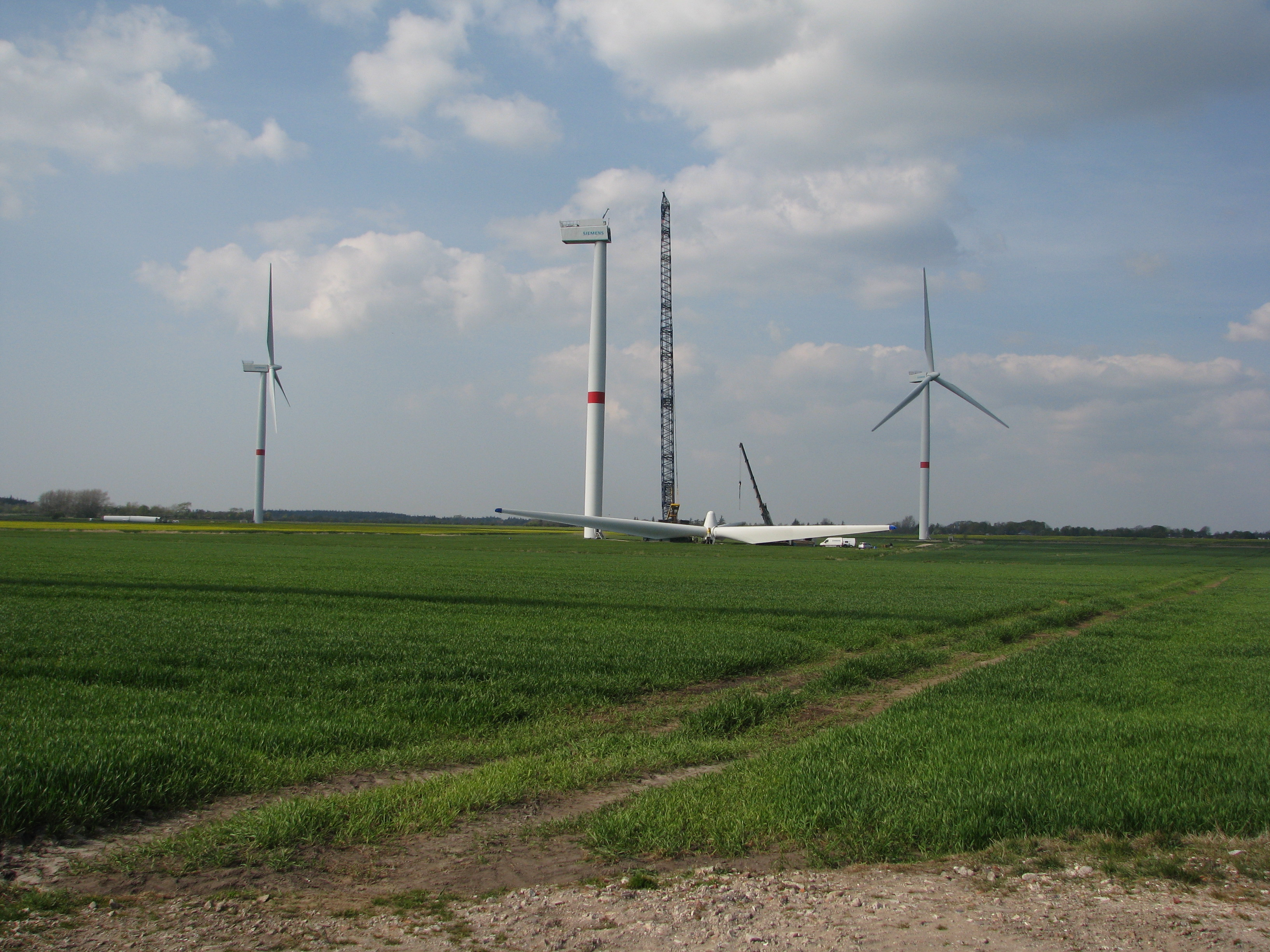
Errichtete und im Aufbau befindliche Windenergieanlagen des Bürgerwindparks Braderup

Der Ort war früher überwiegend von der Landwirtschaft geprägt; noch heute werden 89 % der Gemeindefläche land- und forstwirtschaftlich genutzt. Jedoch entstanden immer mehr Gewerbebetriebe aus Handwerk und Bauwirtschaft. So wurde aus dem kleinen Sägewerk von 1920 ein Baustoffhandel. Außerdem wurde der Ort zur Wohngemeinde für viele Pendler, die in Niebüll, Leck, Westerland und Süderlügum arbeiten.
In der Feldmark südlich des Dorfes befindet sich entlang der Bundesstraße 5 der Windpark Braderup mit mehreren Windkraftanlagen. Dieser wurde im Jahr 2006 nochmals wesentlich vergrößert und 2014 um einen Hybridspeicher mit einer Leistung von 2,33 MW bei einer Gesamtkapazität von 3 MWh erweitert. Der Hybridspeicher wird von der Energiespeicher Nord GmbH & Co. KG betrieben. An der Realisierung war ebenfalls das Unternehmen Robert Bosch beteiligt.
Im Gemeindegebiet befinden sich zudem zwei Biogasanlagen.

## Verkehr
Durch das Gemeindegebiet führt die Bundesstraße 5. Der Streckenabschnitt nördlich von Niebüll war Bestandteil der ehemaligen Ferienroute Grüne Küstenstraße. Sie führt in Nord-Süd-Richtung direkt durch den Hauptsiedlungskern.
Der ursprünglich als Trasse der Marschbahn errichtete Teilabschnitt, die heutige Bahnstrecke Niebüll–Tondern verläuft jenseits der nordwestlichen Gemeindegrenze durch die Nachbargemeinde Humptrup. Der nächstgelegene Haltepunkt ist die Station Uphusum, ein Bedarfshalt. Die Bahnstrecke wird heute durch die zur Luxemburger staatlichen Bahngesellschaft CFL gehörenden Norddeutschen Eisenbahngesellschaft Niebüll als Eisenbahninfrastrukturunternehmen betrieben. Die Verkehrsleistung des RB 66 im Nahverkehrsverbund Schleswig-Holstein wird aktuell durch das Eisenbahnverkehrsunternehmen Arriva erbracht.